# 叶光富
叶光富（1980年9月30日—），男，汉族，四川成都人，前空军飞行员，中国人民解放军航天员大队一级航天员，陆军大校。曾参加神舟十三号和神舟十八号任务，是目前累计在轨时长最长的中国航天员、第一位在太空中累计度过一年以上时间的中国航天员。

## 生平
1980年9月30日，叶光富出生在四川省成都市双流县万安东林二社一个家境普通的农村家庭。他8岁时父亲离世，此后便与母亲和姐姐相依为命，从小帮忙打理农活。由于屋子正处于双流机场航线下方，家里每天都能看见飞机，小时候的叶光富常常和姐姐一起躺在石板上看飞机，从此萌生了飞上蓝天的梦想。缺少玩具的叶光富，喜欢制作飞机模型和火箭模型，还经常去了解航空航天知识。叶光富1992年初中就读双流县万安初级中学，1995年高中就读双流县太平中学，选择了文科。求学期间，为了鼓励自己，叶光富用粉笔在家中门板上写下了“拼搏”两个大字。
1997年底，空军人员来到学校宣传招收飞行员，正在读高三的叶光富听到消息十分激动想要报考，得到了家人的大力支持。在母亲的帮助下，家里东拼西凑，才终于凑齐了50元路费。体检合格后，经过3个月认真备考，叶光富如愿以偿在高考中超过招飞线，录取成为空军飞行学员。作为母校第一位成功通过招飞的学生，叶光富为立志成为飞行员的同学树立了榜样，太平中学后来也成为空军招飞工作先进学校。

### 飞行员生涯
1998年8月，叶光富入伍并开始在空军长春飞行学院20个月的学习。2000年4月，叶光富毕业，被授予“优秀学员”的称号，并留校担任了飞行教官，叶光富执教的一位学员后来还成为航母舰载机飞行员。在空军执飞期间，他飞行过5种机型，在多个省份服役，安全飞行1100小时，被评为空军一级飞行员。2002年5月，叶光富加入中国共产党。

### 航天员生涯
2009年5月，中国第二批航天员选拔工作全面启动。选拔期间，航天员李庆龙认为叶光富在空军“经历频繁调动依旧初心不改，热爱飞行，他一定是个对事业坚定执着的人。”2010年，从中国人民解放军空军现役飞行员中选拔出5名男性航天员、2名女性航天员，叶光富成为其中之一。2014年取得载人航天飞行资格，随后成为三级航天员。和其他第二批航天员一样，叶光富是航天驾驶员。
2013年1月起，中国航天员科研训练中心开始为欧洲航天员中心航天员提供训练支持，同时双方开展合作项目。2016年，根据上述合作项目，叶光富在意大利撒丁岛与其他5位分别来自美国、俄罗斯、西班牙、日本的航天员参加了欧洲航天局组织的洞穴训练，在洞穴中生存6昼夜，2016年7月7日完成训练。这是中国航天员第一次与多国航天员共同训练，也是中国第一位尚未执行飞行任务便公开身份的航天员。叶光富是中国第二批航天员中首位公开亮相的男性航天员。2019年12月，入选神舟十三号飞行任务乘组。

### 神舟十三号飞行任务
2021年10月14日，中国载人航天工程办公室公布神舟十三号三位航天员人选，翟志刚、王亚平、叶光富入选，其中叶光富以二级航天员身份担任乘组03位。10月16日0时23分，长征二号F遥十三运载火箭从酒泉卫星发射中心发射并顺利将神舟十三号载人飞船送入预定轨道，开始空间站关键技术验证阶段的最后一次任务。在飞船与核心舱进行径向对接后，三名航天员于同日9时58分进驻天和核心舱，开始中国的首次长期空间站驻留，时长约为六个月。这一天也正好是叶光富母亲的农历生日。
2021年11月7日至8日，本次飞行任务第一次出舱活动期间，叶光富负责在舱内提供协助支持；2021年12月26日午后至27日凌晨，翟志刚与叶光富完成本次飞行任务的第二次出舱活动，这也是他本人的首次出舱活动，时长6小时11分钟。
2022年2月，叶光富在天宫空间站天和核心舱使用中国传统乐器葫芦丝演奏了傣族乐曲《月光下的凤尾竹》。
2022年4月，“蓉漂人才日”前夕，叶光富在空间站录制了一段祝福家乡成都的视频。
在轨期间，叶光富收到了长春飞行学院战友的音视频话语，让他十分感动。
2022年4月16日，神舟十三号任务结束，叶光富返回地球。

叶光富于神舟十三号任务中
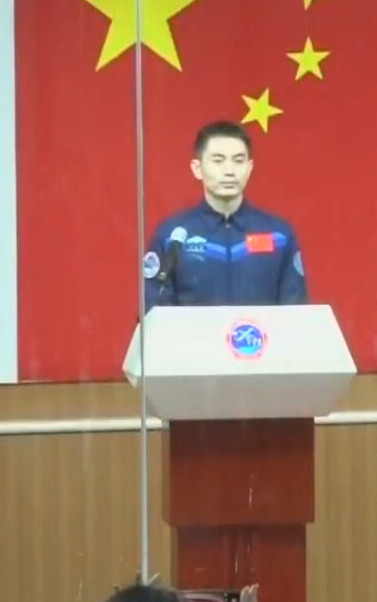
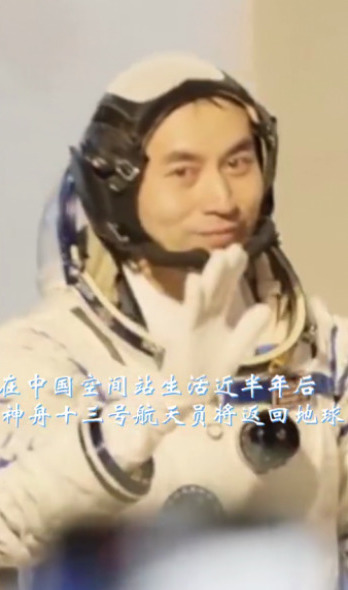
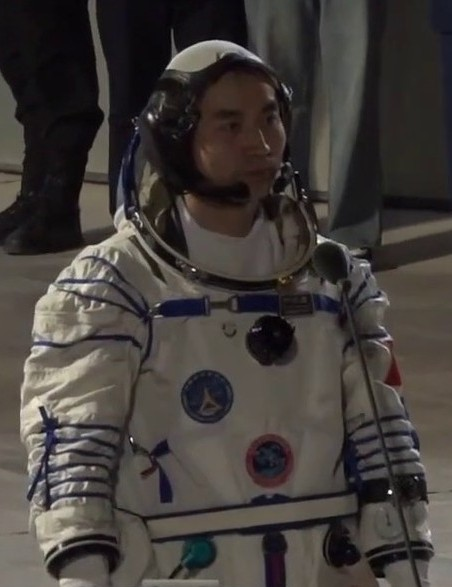

2022年6月21日，为褒奖叶光富圆满完成神舟十三号飞行任务为中国载人航天事业建立的卓著功绩，中共中央、国务院、中央军委决定授予叶光富“英雄航天员”荣誉称号并颁发“三级航天功勋奖章”。9月30日，正逢叶光富42岁生日，四川省双拥办、退役军人事务厅、四川省军区政治工作局等军地部门，将“英雄航天员”荣誉称号喜报和奖励通知书送到航天员叶光富家中，并颁发了“英雄航天员之家”牌匾，四川省、成都市双拥办赠送了慰问金。
2022年11月8日，第十四届中国航展期间，叶光富作为来自空军的参展商代表，参观并登上了静态展示的歼-20战斗机。
2023年7月28日，在家乡成都举办的第31届夏季世界大学生运动会開幕式上，叶光富担任领跑火炬手，与其他火炬手共同点燃本届大运会主火炬。

### 神舟十八号飞行任务
2024年4月24日，神舟十八号航天员乘组公布，由叶光富、李聪、李广苏3名航天员组成，叶光富作为一级航天员，担任指令长。4月25日20时59分，叶光富乘坐长征二号F遥十八运载火箭从酒泉卫星发射中心升空，开始执行神舟十八号任务，此时距离他结束神舟十三号任务仅过去24个月，这也刷新了中国航天员执行两次任务间隔时间的最短纪录。
在轨期间，他完成了2次出舱活动，其中5月28日下午进行的第一次出舱活动时间长达8小时23分钟，长度位列人类出舱活动历史第四名。7月3日下午，他完成了第二次出舱活动。
11月4日，他结束了长达192天的任务，返回地球。完成神舟十八号任务后，叶光富累计在轨时长达到374天，成为首位在轨时间累计超过一年的中国航天员，同时跻身累计在轨时长前50名的航天员之列。

叶光富于神舟十八号任务中

2025年1月23日，为褒奖叶光富圆满完成神舟十八号飞行任务为中国载人航天事业建立的卓著功绩，中共中央、国务院、中央军委决定给叶光富同志颁发“二级航天功勋奖章”。

## 家庭
叶光富和妻子育有一儿一女，岳父是飞行员。

## 荣誉和奖项
2022年6月，被中共中央、国务院、中央军委授予“英雄航天员”荣誉称号，并获“三级航天功勋奖章”。
2022年9月，被四川省退役军人事务厅、四川省军区政治工作局授予“英雄航天员之家”牌匾。

## 执行任务
| 次序   | 任务名称   | 发射时间（UTC+8）        | 着陆时间（UTC+8）       | 运载火箭      | 对接       | 任务时长          | 舱外活动次数 | 舱外活动时长 |
| ------ | ---------- | ------------------------ | ----------------------- | ------------- | ---------- | ----------------- | ------------ | ------------ |
| 1      | 神舟十三号 | 2021年10月16日, 00:23:56 | 2022年4月16日, 09:56:49 | 长征二号F遥13 | 天宫空间站 | 182天9小时又32分  | 1            | 6小时11分钟  |
| 2      | 神舟十八号 | 2024年4月25日, 20:59:00  | 2024年11月4日, 01:24:00 | 长征二号F遥18 | 天宫空间站 | 192天4小时又25分  | 2            | 14小时55分钟 |
| 合计： | 合计：     | 合计：                   | 合计：                  | 合计：        | 合计：     | 374天13小时57分钟 | 3            | 21小时06分钟 |